# Testa colossale di Amenofi III in granito rosso
La testa colossale di Amenofi III in granito rosso è l'enorme frammento della testa proveniente da un colosso dell'antico faraone egizio Amenofi III (regno: 1386 - 1349 a.C.), della XVIII dinastia egiziaAscrivibile cronologicamente al 1370 a.C. circa, fu rinvenuta all'interno del recinto del tempio di Mut a Karnak, nell'Alto Egitto(ed è rotta).Due sono le parti conosciute del colosso infranto: la testa e un braccio, entrambe al British Museum.

## La statua
Si ritiene che il colosso sia stato elevato dallo stesso re Amenofi III; è una delle numerose statue del sovrano erette nell'antica Tebe.
È dubbio se fosse originariamente posizionato nel tempio di Mut, luogo della sua scoperta, o se vi giunse asportato dal Tempio funerario di Amenofi III, sulla riva occidentale del Nilo, a Kom el-Hettan. Altre celebri statue colossali di Amenofi III sono i due Colossi di Memnone, ancora nella loro posizione originale nel sito archeologico del tempio.
La scultura è in granito rosso e estremamente frammentaria: solo la testa e il braccio destro sono stati ritrovati.

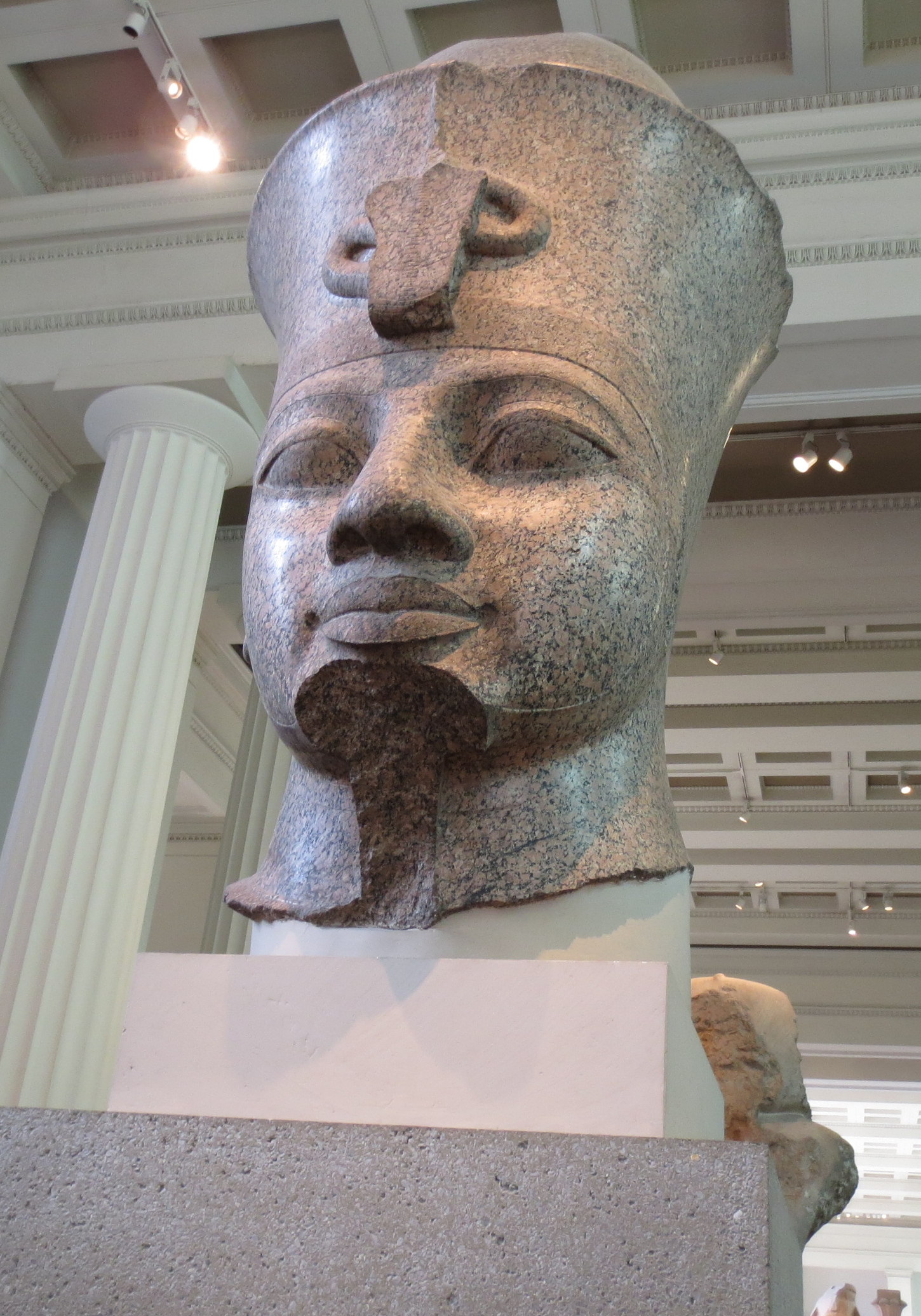
La testa da una diversa angolatura

Al momento della scoperta fu attribuita a Thutmose III. L'errore fu cagionato dalle modifiche apportate all'opera da parte dei regnanti successivi (era una pratica comune, nell'Egitto faraonico, che i re si impossessasero dei monumenti dei sovrani passati modificandone nomi, iscrizioni e tratti). Gli angoli della bocca furono scavati per descrivere una bocca piccola e accennare un lieve, pacifico sorriso. Inoltre l'artista, o gli artisti, fecero in modo di rendere il pesante trucco nero che contornava gli occhi di Amenofi, come dettava la moda egizia. Comunque la testa subì successive modifiche per assomigliare a Ramesse II.

## La scoperta
La statua in frantumi fu ritrovata all'interno del recinto del tempio di Mut a Karnak da Giovanni Battista Belzoni e Henry William Beechey nel 1817. La testa giaceva nei pressi del tempietto di Khonsupakhered. Dopo il rinvenimento, la testa dovette essere imbarcata sul Nilo fino a Luxor e risalire ad Alessandria d'Egitto, e da lì a Londra. Spostarla fu un'impresa difficoltosa: per percorrere il tragitto di 1,6 km fino a Luxor, impiegò 8 giorni. Belzoni non ha riportato il luogo del ritrovamento del braccio, anche se quasi certamente giaceva con la testa. La testa venne conservata per qualche tempo nella casa di un certo Signor Rossi, al Cairo: